# Edward Wojtalik
Edward Wojtalik (ur. 7 lipca 1948 w miejscowości Wilków-Kolonia) – polski polityk i samorządowiec, poseł na Sejm IV kadencji.

## Życiorys
W 1991 ukończył studia na Wydziale Nauk Społecznych Uniwersytetu Gdańskiego. W latach 1967–1990 należał do PZPR, był I sekretarzem jej miejsko-gminnego komitetu w Bobolicach. Od 1994 do 1998 pełnił funkcję burmistrza Bobolic, w latach 1999–2001 zajmował stanowisko starosty koszalińskiego.
Sprawował mandat posła na Sejm IV kadencji, wybranego w okręgu koszalińskim z ramienia Sojuszu Lewicy Demokratycznej. W 2004 przeszedł do Socjaldemokracji Polskiej. W 2005 bezskutecznie ubiegał się o reelekcję, kandydował też bez powodzenia w wyborach samorządowych (w 2006 do sejmiku zachodniopomorskiego z listy LiD, w 2010 do rady powiatu koszalińskiego z listy SLD oraz w 2014 na wójta gminy Świeszyno z własnego komitetu); w międzyczasie opuścił SDPL.